# Татарская Голышевка
Татарская Голышевка (тат. Аксу, Татар Аксуы) — деревня в Карсунском районе Ульяновской области России. Входит в состав Горенского сельского поселения. До объединения сельсоветов входила в Беловодский сельсовет.

## География
Деревня расположена в 23 км к северо-западу от районного центра на левом берегу реки Сура в холмистой местности, граничит с деревней Русская Голышевка. 

## История
Деревня «Ак Су» (Белая Вода) основана в 1654 году служилыми татарами при строительстве Карсунско-Симбирской черты.
Деревня Белой Воды Голышевка тож, при речке Беловодье, служилых татар, в 1780 году вошла в состав Котяковского уезда Симбирского наместничества.
В 1859 году деревня Голышевка во 2-м стане Карсунского уезда Симбирской губернии, есть магометанская мечеть.
После 1917 года минарет мечети разрушили, а здание переделали в клуб. В нём проводились собрания сельчан, работали кружки самодеятельности, ставились спектакли, показывались кинофильмы. Религиозную службу мусульмане проводили в частном доме, несмотря на угрозы и преследования. Дети обучались в школе, которая располагалась в бывшем частном доме И. Рамазанова. 
В 1924 году деревня Голышевка в Беловодском сельсовете в составе Коржевской волости Карсунского уезда. 
В 1933 году под начальную школу был переоборудован дом бывшего муллы Ш. Гафурова. Тогда же был организован колхоз «Кзыл Сура». 
В 1937 году в селе появилась изба-читальня.
В Великой Отечественной войне участвовали сотни сельчан, не вернулись домой 97 человек.
В 1951 году местный колхоз «Кзыл Сура» присоединили к колхозу «Пятилетка» (Беловодье).
В 1961 году в село провели электричество. 
В начале 1960-х годов в результате пожара сгорела изба-читальня, вскоре вместо нее открылась библиотека. 
В 1967 году в селе построили большое кирпичное здание магазина. 
В 1974 году появилось новое здание школы на 320 учеников.  
К 1996 году в селе были: отделение сельскохозяйственного производственного кооператива «Сура», школа, мечеть, дом культуры и медицинский пункт.

## Население
| 2010 |
| ---- |
| 281  |

Жители деревни по состоянию на 2002 год — татары.

## Инфраструктура
Отделение СПК «Сура», школа, мечеть, дом культуры и медицинский пункт. Автобусное сообщение с райцентром.